# Liceum Sztuk Plastycznych im. J. Mydlarskiego w Gdańsku
Liceum Sztuk Plastycznych im. Jacka Mydlarskiego w Gdańsku – liceum plastyczne w Gdańsku, którego patronem jest gdański artysta malarz oraz reżyser filmów dokumentalnych Jacek Mydlarski (1950–2020).

## Historia
Szkoła rozpoczęła działalność w 2002. Założycielem szkoły jest gdański artysta malarz i nauczyciel Piotr Bogdanowicz.

## Program dydaktyczny
Liceum kształci młodzież po szkole podstawowej, w zawodzie artysty plastyka. Nauka trwa 5 lat i kończy się egzaminami dyplomowymi oraz maturalnym.
Zawód w szkole można uzyskać w ramach następujących specjalizacji:
- projektowanie graficzne
- techniki druku artystycznego
- mural
- techniki rzeźbiarskie
- ceramika artystyczna
- fotografia artystyczna
- animacja filmowa
- realizacje intermedialne
- projektowanie ubioru